# Rétrocession des Mascareignes au roi de France
La rétrocession des Mascareignes au roi de France est l'opération juridique et financière par laquelle l'ensemble des îles de l'archipel des Mascareignes, dans le sud-ouest de l'océan Indien, furent rétrocédées dans les années 1760 au roi de France, en l'occurrence Louis XV, par la Compagnie française des Indes orientales, manufacture royale qui en était la gestionnaire depuis la concession accordée en 1665 par l'arrière-grand-père et prédécesseur direct du monarque, soit Louis XIV. D'après l'historien du XIXe siècle Georges Azéma, elle fut décidée en août 1764 mais ne s'effectua réellement que le 14 juillet 1767.
C'est à cette occasion que furent créées les fonctions de gouverneur général des Mascareignes et d'intendant des Mascareignes, basées sur l'île de France, l'actuelle île Maurice, et représentées sur l'île Bourbon, désormais La Réunion, « par un commandant particulier et un commissaire général ordonnateur ». Jean-Daniel Dumas et Pierre Poivre furent les premiers à les exercer après avoir pris possession des deux îles le 5 novembre 1767, et ce furent Guillaume Léonard de Bellecombe et Honoré de Crémont qui les assistèrent les premiers depuis Bourbon.